# پال داردائی
پال داردائی (مجاری: Pál Dárdai؛ زادهٔ ۱۶ مارس ۱۹۷۶) بازیکن سابق و مربی فوتبال اهل مجارستان است.
از باشگاه‌هایی که در آن بازی کرده‌است می‌توان به باشگاه فوتبال هرتابرلین اشاره کرد.
وی همچنین در تیم ملی فوتبال مجارستان بازی کرده‌است.